# Fritz Möller (Fotograf)

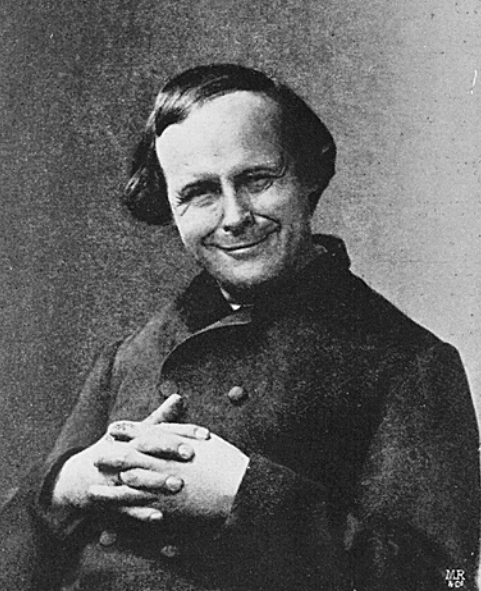
Fritz Möller posiert als Phlegmatiker, um 1895

Carl Louis Anton Max Fritz Möller (* 1860 in Bergen auf Rügen; † 1923 in Halle) war ein deutscher Fotograf. Er war vor allem in Halle aktiv. Neben zahlreichen Porträts schuf er vor allem Architekturfotografien; außerdem führte er einen Kunstverlag.

## Leben
Fritz Möller war der Sohn eines Apothekers und wollte ursprünglich Schauspieler werden. 
Laut einem Bericht in der Mitteldeutschen Zeitung besaß Möller seinerzeit das größte Fotoatelier Deutschlands. Er übernahm um 1890 das 1859 gegründete Atelier von Carl Höpfner in der Poststraße 13 in Halle und führte es an dieser Adresse bis 1899 weiter. Danach zog das Atelier in einen Neubau an den Theaterplatz um und die Adresse lautete nun Alte Promenade 1 (mittlerweile: Universitätsring 1). Möller warb mit Auszeichnungen, die sein Vorgänger Carl Höpfner erhalten hatte, aber auch mit eigenen Erfolgen. Darunter waren eine Silbermedaille, die er 1894 in Frankfurt am Main erhielt, eine Goldmedaille aus dem Jahr 1897 aus Leipzig und die Teilnahme an der Pariser Weltausstellung im Jahr 1900.
Möller war verheiratet und hatte drei Kinder. Einer seiner Söhne übernahm das Atelier in Halle.

## Werke
Fotografien Möllers wurden für den Bildband Halle um die Jahrhundertwende, der im Jahr 1999 herauskam, verwendet. Zwei Jahre später wurde unter dem Titel Die Selbstinszenierungen des Fotografen Fritz Möller ein Werk wieder aufgelegt, das er im Jahr 1900 auf der Weltausstellung als Physiognomische Studien in Paris präsentiert hatte und das damals eine Auszeichnung erhalten hatte. Möller hatte, um diese Serie von über 200 Bildern herstellen zu können, seinen Bart abrasiert und selbst vor der Kamera posiert. Die Bilder sollten Mimik und Gestik des Menschen in verschiedenen Stimmungen veranschaulichen.
Möller nahm im Vorfeld der Jubiläumsfeierlichkeiten anlässlich des 400. Jahrestags des Thesenanschlags die lebensgroße Nachbildung des Reformators Martin Luther auf, die in der Marienkirche in Halle gezeigt wurde und als Motiv auf Ansichtskarten vertrieben werden sollte.